# Russell Willson

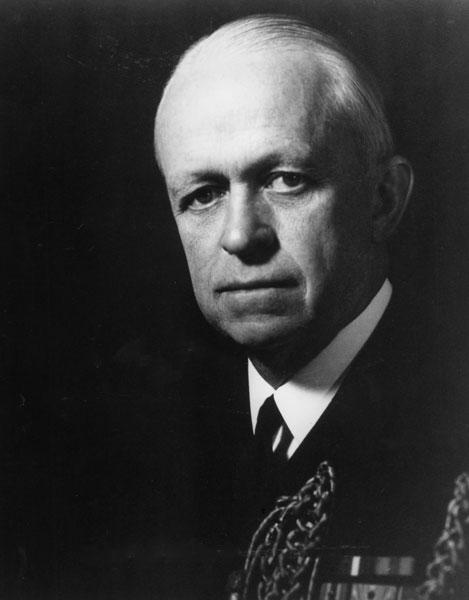
Russell Willson

 Russell Willson  (* 27. Dezember 1883 in Fredonia, Chautauqua County, New York; † 6. Juni 1948 in Chevy Chase, Montgomery County, Maryland) war ein Vizeadmiral der United States Navy. Er war unter anderem Leiter (Superintendent) der United States Naval Academy (USNA).

## Leben
Er war ein Sohn von Sidney L. Willson, der als Soldat der Union Army im amerikanischen Bürgerkrieg gedient hatte und in der Schlacht von Gettysburg beide Unterschenkel verlor. Bald nach Russell Willsons Geburt zog seine Familie nach Washington, D.C., wo er die öffentlichen Schulen besuchte. Danach bewarb er sich erfolglos um eine Aufnahme an der United States Military Academy in West Point. Es folgte ein kurzes Studium am Massachusetts Institute of Technology (MIT). Schließlich wurde er, nach mehreren Fehlversuchen, bei der Marineakademie in Annapolis in Maryland angenommen. Im Jahr 1906 beendete er erfolgreich diese Ausbildung. In der US-Marine durchlief er anschließend alle Offiziersränge bis zum Vizeadmiral.
In den Jahren nach seiner Graduation an der Marineakademie diente Willson an Bord verschiedener Kriegsschiffe. Im Dezember 1916 wurde er zum Stab des Marineministeriums versetzt. Innerhalb von dessen Stabsabteilung für Operationen leitete er die Abteilung für das Signalwesen und Nachrichtenübermittlung. Dort verbesserte er die bestehenden Methoden. Im Jahr 1917 brachte er eine neuartige Verschlüsselungstechnik für Funkübermittlungen heraus. Diese Erfindung war für die amerikanische Kriegsmarine im Ersten Weltkrieg von großem Nutzen. Willson wurde dafür mit dem Navy Cross ausgezeichnet.
Im November 1918 kam er zeitgleich mit dem Waffenstillstand, der den Ersten Weltkrieg beendete, nach England, wo er in der U.S. Sixth Battle Squadron diente, die damals der britischen Royal Navy unterstellt war. Kurz danach wurde er nach Paris versetzt. Dabei war er erneut mit Aufgaben im Bereich der Nachrichtenübermittlung und geheimen Funkverbindungen sowie dem Signalwesen tätig. Allerdings kehrte er bereits im Dezember des gleichen Jahres in die Vereinigten Staaten zurück.
In den 1920er und frühen 1930er Jahren setzte er seine erfolgreiche Offizierslaufbahn in der Marine fort. Er erhielt das Kommando über einige Schiffe, tat in einigen Stäben Dienst und absolvierte zwischenzeitlich das Naval War College. Zwischen 1927 und 1930 gehörte er der amerikanischen Marinemission in Brasilien an. Zwischen dem 17. April 1935 und 27. Oktober 1936 war Russell Willson Kapitän des Schlachtschiffs USS Pennsylvania. In den Jahren 1937 und 1938 war er Militärattaché an der amerikanischen Botschaft in London. Anschließend erhielt er als Nachfolger von Chester W. Nimitz das Kommando über den Marineverband Battleship Division One, der aus mehreren Kreuzern und Schlachtschiffen bestand. Diese Aufgabe bekleidete er bis zum 23. Januar 1941, als er von Isaac C. Kidd abgelöst wurde, der dann im Dezember 1941 beim japanischen Angriff auf Pearl Harbor an Bord des Flaggschiffs dieser Einheit der USS Arizona ums Leben kam.
Am 1. Februar 1941 übernahm Russell Willson als Nachfolger von Wilson Brown als Superintendent die Leitung der Marineakademie in Annapolis. Dieses Amt bekleidete er bis zum 31. Januar 1942 als John R. Beardall seine Nachfolge antrat. In diese Zeit fiel der amerikanische Eintritt in den Zweiten Weltkrieg. In der Folge wurde Willson zum Stab von Admiral Ernest J. King versetzt, der damals die United States Fleet kommandierte. In der Folge wurde er unter Beförderung zum Vizeadmiral Stabschef und stellvertretender Kommandeur der United States Fleet. Aus gesundheitlichen Gründen musste er diese Aufgaben Ende 1942 abgeben. Im Januar 1943 ging er formal in den Ruhestand.
Wenig später wurde er aber von der Navy reaktiviert. Er wurde Mitglied im Joint Strategic Survey Committee der Joint Chiefs of Staff. In der Folge nahm er an einigen Treffen zwischen Präsident Franklin D. Roosevelt und dem britischen Premierminister Winston Churchill teil. Außerdem spielte er eine wichtige Rolle bei der Konferenz von Dumbarton Oaks, die zwischen August und Oktober 1944 stattfand. Bei der Konferenz von San Francisco trat Willson als Militärberater in Erscheinung. Anschließend schied er aus dem Militärdienst aus.
Nach seiner Pensionierung arbeitete er für einige Zeit als Redakteur (associate editor) für das Magazin World Report. Der seit 1911 mit Eunice Westcott (1884–1962) verheiratete Offizier starb am 6. Juni 1948. Er wurde auf dem Friedhof der Marineakademie (United States Naval Academy Cemetery) in Annapolis beigesetzt.

## Orden und Auszeichnungen
Russell Wilson erhielt im Lauf seiner militärischen Laufbahn unter anderem das Navy Cross, die Navy Distinguished Service Medal und die Army Distinguished Service Medal verliehen.